# Lennie Peterson
Lennie Peterson (* 1958 in Massachusetts) ist ein US-amerikanischer Grafiker, Illustrator, Musiker und Musikpädagoge.
Peterson, in Central Massachusetts geborener Sohn einer bildenden Künstlerin und eines Musiker, studierte am  Berklee College of Music in Boston, wo er von 1984 bis 1994 Arrangement, Komposition und musikalische Performance unterrichtete. Danach arbeitete er als freiberuflicher Musikerzieher, Musiker, Bandleader, Komponist, Arrangeur, Dirigent Studiomusiker und Produzent, Berater und Produzent von Audio- und Filmproduktionen, Sänger und Pianist. Als Posaunist trat er in Osvaldo Golijovs La Pasión según San Marcos international mit bedeutenden Sinfonieorchestern auf. Eine DVD und CD der Passion entstand 2009 in Holland und wurde 2013 in der Carnegie Hall vorgeführt.
In den 1980er Jahren entstand die autobiografische Comic-Strip-Serie The Big Picture, die in mehr als 70 Zeitschriften erschien und als Buch bei Andrews/McMeel Publishing veröffentlicht wurde. Zudem illustrierte er ein Dutzend Bücher, darunter Monica Mansfields When You Have to Say Goodbye und Larry Kings Remember Me When I'm Gone. Eine Sammlung von Komponistenportraits unter dem Titel Face To Face wurde im Boston Convention and Exhibition Center ausgestellt. Daneben hält er auch Vorträge an Universitäten und stellt seine Werke begleitet von Livemusik vor. 

## Weblink
- Homepage von Lennie Peterson